# 加拿大航空759号班机降落失误事件
加拿大航空759号班机降落失误事件是发生于2017年7月7日的一起航空安全事件，加拿大航空759號班機（空中客车A320）獲准降落在舊金山國際機場（SFO），但其险些错降在平行於跑道右側的滑行道上，当时滑行道上停有4架等待起飞的客机。加航759號班機最终在飛過第一架飛機後，因机师及時注意到地面飛機的落地燈，做出复飞，才避免事故。
该加航飞机上共有140人，其余4架飞机共載有945人。若此次空难发生，將可能超过特内里费空难，成为史上死伤人数最多的空难。

## 事發過程
當地時間晚上11點46分，載有135名乘客及5名機客艙組員的加拿大航空759號班機，獲准降落於舊金山國際機場28R跑道。鄰近的28L跑道已於晚間10點因維修暫停使用，並關閉跑道燈及進場燈，只留有一個位於跑道入口寬20.5英尺（6.2米）的Ｘ型閃燈，警示跑道已關閉。
加航759號班機由機長操控，副駕駛負責監看。最初推測是機組員假定28R跑道是28L跑道，所以才打算降落於與28R平行的C滑行道，該假設也在美國国家运输安全委员会（NTSB）事後訪談機組員时得到證實。但28R跑道及C滑行道燈號不同，終端資料自動廣播服務（ATIS）也發布了28L跑道处于關閉状态且未亮燈的信息。
C滑行道上共有4架飛機在排隊準備起飛，包括3架聯合航空班機及1架菲律賓航空班機。NTSB指出，機師並不記得有看到飛機在C滑行道上，但他們的確察覺到異常情形。
23點55分46秒，加航759號班機在離跑道大約0.7英里（1.1公里）處看到飛機發出的燈光，機師因此問塔台28R跑道上是否確實沒有飛機，塔台航管員則於11點55分56秒回答：「沒有其他飛機，只有你。」
當時加航759號距離跑道入口大約0.3英里（0.48公里）。
23點56分01秒，排在第一位置的聯航UA1號班機透過無線電通報塔台：「這個傢伙要去哪裡？他正向滑行道飞來。」
23點56分04秒，加航759號已飛越聯航1號班機上方，已在C滑行道上方飛了0.25英里（0.4公里），但759號也在此時注意到排在第二位置的菲律賓航空115號班機及時打開的着陆灯，因此緊急加速、拉升機頭重飛，也讓759號在航管員於23點56分10秒下令重飛前就開始爬升。
根據飛行數據記錄器，加航759號機組員在距離地面85英尺（26米）時才開始推進油門加速，它在約2.5秒後離地僅59英尺（18米）；排在第一顺位的聯航1號的波音787機尾高度為17.02米，排在第二的菲航115號班機、空巴A340-300機尾高度為16.91米。759號與地面飛機的橫向距離最低也只有29英尺（8.8米）。
重建事發過程时，未涉入此次事件的一位機師研判到，如果加航759號再晚5秒鐘拉升飛機，就會撞上排在第三位置的聯航863號航班。
舊金山國際機場裝有「X型機場場面防護設備（ASDE-X）」及「機場場面監控系統（ASSC）」，理當警告塔台當時跑道及滑行道的飛機運作情形及可能發生擦撞。然而加航759號班機在23點55分52秒至23點56分04秒間，因過度向右偏移，離進場路線太遠，剛好在ASSC顯示板上消失12秒，就在加航759號機組員詢問塔台疑似看到飛機燈光後消失，聯航1號班機也在該時間段發出警示。
目前尚未可知應通報加航759號班機是否在正確進場位置的無線電指向訊號（radio alignment signals）當時是否正常作用。另外，當天天候良好，所以加航759號機組員並不需要啟動仪表着陆系统（ILS），而是採目視降落。

## 調查
儘管可能釀成巨災，這起事件仍未符合應立即通報NTSB啟動調查的標準，因此NTSB于9日才獲知展開并开展对7日發生的这起意外的調查，这导致黑匣子之一——當日的座艙語音記錄器（CVR）紀錄已被洗掉。各界藉此呼籲NTSB修正通報標準。
2018年9月25日，美国国家运输安全委员会公布了该事故的最终报告。 报告认定事故的可能原因为：机组成员在起飞前和执行进近简报时对NOTAM信息的无效查阅，致使机组未能注意到平行跑道的关闭，导致其将滑行道C错误识别为降落跑道。促成该事故的原因包括：1.机组成员未能调至仪表降落系统的频率以作为备用的横向引导，且出现了期望偏见（expectation bias）、由昼夜节律紊乱和持续清醒时间造成的疲劳，以及机组资源管理（CRM）的失效；2.加拿大航空公司无效的进近程序和NOTAM信息呈现。

## 後續改进
美國聯邦航空總署（FAA）於8月初修正舊金山國際機場的夜間降落程序，包括當鄰近的平行跑道關閉時，禁止目視進場，一律採用儀器降落（如仪表着陆系统或衛星系統）。另外，機場在深夜航班尖峰時段，應在塔台配有兩個航管員。